# Hans Heribert Blättgen

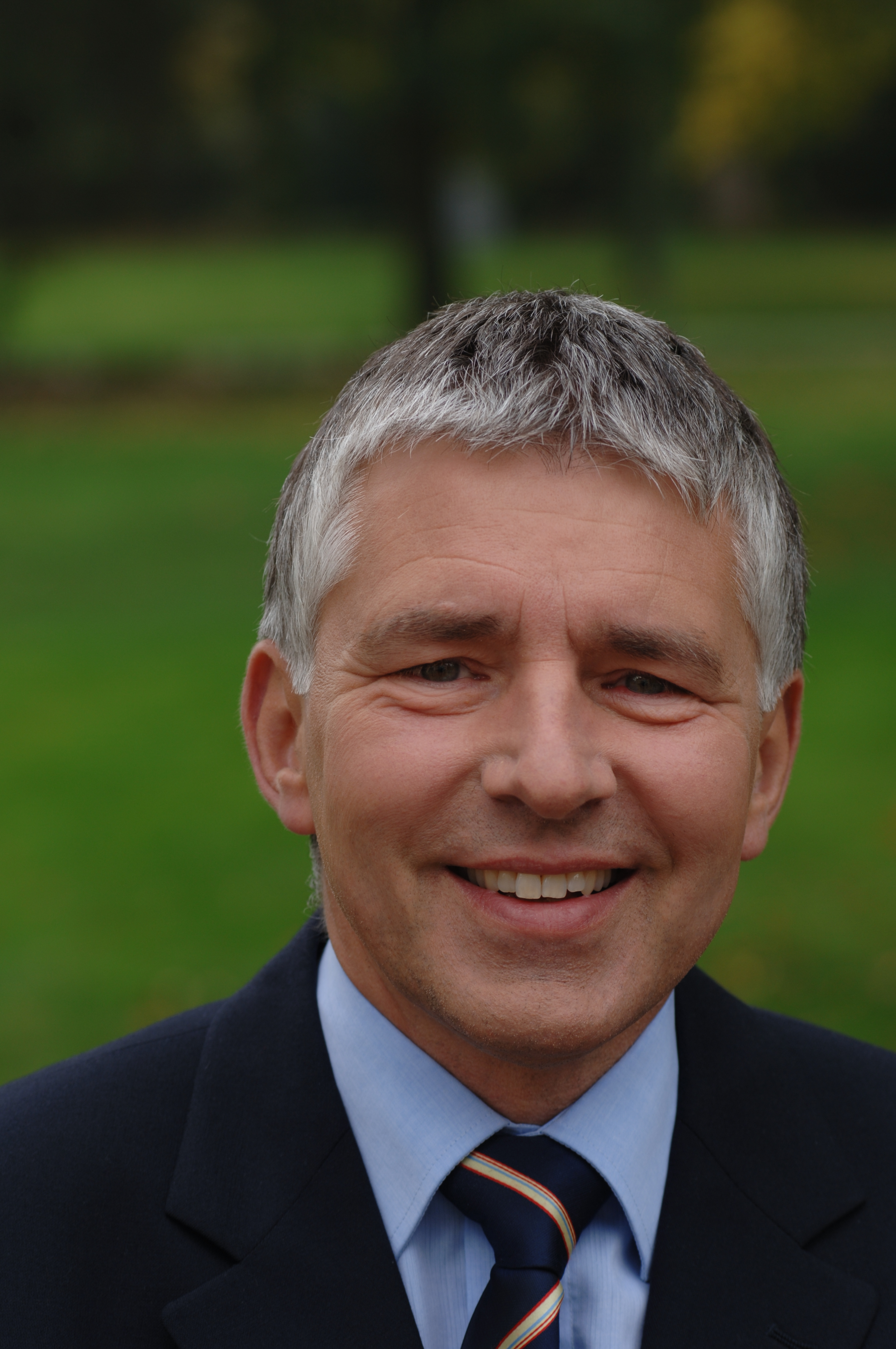
Hans Heribert Blättgen (2005)

Hans Heribert Blättgen (* 13. Januar 1956 in Mülheim an der Ruhr) ist ein deutscher Politiker (SPD). Er war von 2002 bis 2018 Oberbürgermeister der Großen Kreisstadt Bad Rappenau im Landkreis Heilbronn. Von Februar 2015 bis Frühjahr 2016 war er Mitglied des Landtags von Baden-Württemberg.

## Biographie
Blättgen machte 1976 das Abitur. Anschließend absolvierte er seinen Wehrdienst in einer Feldjägerausbildungskompanie. Von 1977 bis 1982 studierte er Germanistik und Sport für das Lehramt an der Rheinisch-Westfälischen Technischen Hochschule Aachen. Nach dem 1. Staatsexamen 1982 war er ein Jahr Angestellter bei der Deutschen Bundespost, dann bis 1985 Referendar an einer Berufsbildenden Schule in Paderborn. Nach dem 2. Staatsexamen 1985 wechselte er zur Stadtverwaltung Mülheim an der Ruhr, wo er zuletzt Leiter der Fachstelle Beschäftigungsförderung und Qualifizierung sowie Leiter des Regionalsekretariats war. Von 1988 bis 1990 besuchte er einen Verwaltungslehrgang für kommunale Angestellte.
2001 wurde Blättgen als Nachfolger von Gerd Zimmermann zum Bürgermeister der Stadt Bad Rappenau gewählt. Sein Amt trat er am 1. Januar 2002 an. Mit der Erhebung der Stadt Bad Rappenau zur Großen Kreisstadt am 1. Januar 2003 erhielt Blättgen die Amtsbezeichnung Oberbürgermeister. Im November 2009 wurde er wiedergewählt.
2004, 2009 und 2014 wurde Blättgen für die SPD, deren Mitglied er seit 1985 ist, in den Kreistag des Landkreises Heilbronn gewählt. Bei der Landtagswahl in Baden-Württemberg 2006 trat Blättgen für die SPD im Landtagswahlkreis Eppingen als Ersatzbewerber von Ingo Rust an. Für die Landtagswahl 2011 nominierte ihn die SPD erneut als Ersatzbewerber Rusts im selben Wahlkreis. Nach dem Ausscheiden Rusts rückte Blättgen am 1. Februar 2015 in den Landtag von Baden-Württemberg nach, führt sein Amt als Oberbürgermeister aber weiter aus. Bei der Landtagswahl 2016 trat er als Erstkandidat im Wahlkreis Eppingen an, wurde aber nicht gewählt. Wäre er in den Landtag gewählt worden, hätte er das Oberbürgermeisteramt aufgeben müssen.
Zur Oberbürgermeisterwahl im November 2017 trat Blättgen nicht erneut an. Seine Amtszeit endete am 31. Januar 2018.
Blättgen ist verheiratet und hat fünf Kinder.